# Apozomus gerlachi
Apozomus gerlachi este o specie de arahnidă din familia Hubbardiidae, endemică pentru Insula Silhouette și Insula de Nord din Seychelles. Este amenințată de degradarea habitatului din cauza plantelor invazive (în special Cinnamomum verum) și a creșterii nivelului mării.